# Florentin Marian Sîrbu
Florentin Marian Sîrbu (n. 10 mai 1973, Giurgiu, Ilfov, România) este un artist vizual și ceramist român, doctor în arte vizuale, lector universitar la Universitatea „Ovidius” din Constanța, director general al Muzeului de Artă Populară din Constanța și președintele filialei teritoriale Constanța Unu a Uniunii Artiștilor Plastici din România.

## Biografie
S-a născut în Giurgiu. După absolvirea liceului în orașul natal, a urmat studii la Facultatea de Arte din cadrul Universității „Ovidius” din Constanța până în 2009, pe care le-a continuat cu un program de master la Facultatea de Arte Plastice Decorative și Design, secția ceramică, din cadrul Universității Naționale de Arte București, absolvit în 2011. Ulterior, în 2020, a obținut titlul de doctor în arte vizuale la Universitatea Națională de Arte București. În 2010 a devenit membru în Uniunea Artiștilor Plastici din România (UAPR), secția Ceramică. După doi ani, în 2012, a fost numit expert în arte vizuale la Centrul Cultural Județean „Teodor T. Burada” din Constanța. A devenit președinte al Flialei Constanța Unu a Uniunii Artiștilor Plastici din România în 2017.
Cariera sa didactică se desfășoară la Universitatea „Ovidius” din Constanța, unde a activat începând din 2019 ca asistent universitar și apoi din 2023 ca lector.
Începând din anul 2023 deține funcția de director general al Muzeului de Artă Populară din Constanța. Este curator al mai multor expoziții organizate de Filiala Constanța Unu a Uniunii Artiștilor Plastici din România. Parte din lucrările sale au fost selectate pentru Salonul Național de Artă Contemporană 2024. Participă anual la Tabăra Internațională de Creație de la Tescani, unde sunt prezentate lucrări reprezentative în pictură, scultpură, grafică și materiale multimedia.
În 2020 a publicat două lucrări de specialitate: „Interpretations of ancient technologies in personal art, Proceedings of the XIth International Symposium „Învățământ, Cercetare, Creație - Education, Research, Creation” și „Combustion plant - experiment, Proceedings of the XIth International Symposium „Învățământ, Cercetare, Creație - Education, Research, Creation”. Este autor al cărții Arta ceramicii în Antichitate. Tradiție și tehnologie (vol. I și II), apărută în 2022 la Editura Eurostampa din Timișoara, și coautor al volumului Arte plastice și artiști. Incursiune în spațiul dobrogean, apărut în 2022 la Editura StudIS din Iași.

## Premii
În 2010, Uniunea Artiștilor Plastici din România i-a acordat Premiul pentru debut „Ion Nicodim”, Arte Vizuale 3, iar în 2012 a obținut Premiul Salonului Național de Ceramică „Costel Badea” din Constanța. La cea de-a VI-a ediție a Galei Excelenței în Educație de la Universitatea „Ovidius” din Constanța, care a avut loc în 2021, a primit Premiul Excelenței în Învățământ.

## Expoziții

### Expoziții personale
- 2018 - Expoziție de ceramică „Doi plus 1”, Căminul Artei, București; Expoziție de ceramică „4 Amprente”, Galeriile de Artă Brăila
- 2013 - Expoziție de ceramică „Început”, Galeria „Ion Nicodim”, Constanța
- 2011 - Expoziție de ceramică, Hotel „Amphora”, Vama Veche
- 2006 - Expoziție de icoane, Galeria „President”, Mangalia

### Expoziții de grup (selecție)
- 2021 - „Lumini și umbre”, Muzeul de Istorie Națională și Arheologie Constanța; „Sacrul în artă”, Campus, Corp A, Universitatea „Ovidius” din Constanța (UOC); Ovidius NKT Exhibition”, Campus, Corp A, Universitatea „Ovidius” din Constanța; „Conexiuni virtuale”, expoziție online, Filiala Constanța 1 a UAPR; „Salonul Național de Plastică Mică” Brăila, Galeria de Artă Brăila; „Festivalul de ceramică contemporană”, Sofia, Bulgaria; „Salonul de Sud”, Ediția I - Ceramică, Muzeul de Artă „Casa Simian”, Râmnicu Vâlcea
- 2020 - „Sacrul în Artă”, expoziție online, UOC Facultata de Arte; „Salonul Național de Plastică Mică” Brăila, Galeria de Artă Brăila; „Sed Nomini Tuo da Gloriam”, expoziție online; „Ziua Culturii Naționale”, Muzeul de Istorie Națională și Arheologie din Constanța
- 2019 - „Conexiuni”, Galeria Orizont, București; „Poveștile tărâmului dintre ape”, Muzeul de Istorie Națională și Arheologie din Constanța
- 2018 - „Salonul de iarnă”, Filiala Constanța 1 a UAPR, Art Gallery, Constanța; „Expoziția de ceramică”, Balcic, Bulgaria; „Contraste”, Căminul Artei București
- 2017 - Toate expozițiile organizate de Filiala Constanța 1 a UAPR; „Expoziție ceramică”, Varna, Bulgaria
- 2016 - „Time Maps Mangalia - Tehnici arhaice, abordări contemporane”, Centrul Cultural Județean „Teodor T. Burada” din Constanța, Tabăra de pictură și creație, Ostrov; „Salonul de vară”, Art Gallery, Constanța
- 2015 - „Salonul de iarnă”, Art Gallery, Constanța; „Salonul de vară”, Art Gallery, Constanța
- 2014 - „S-a întâmplat la Varna”, Bulgaria; „Bienala de Artă Contemporană Varna”, Bulgaria
- 2013 - „Salonul de iarnă”, Galeria „Ion Nicodim”, Constanța; Salonul Național de Ceramică „Costel Badea”, Galeria „Ion Nicodim”, Constanța; Expoziție de grup, Castelul Regina Maria, Balcic, Bulgaria; Expoziție de grup, Art Gallery, Varna, Bulgaria; „Salonul de pictură”, Galeria „Ion Nicodim”, Constanța; „Expoziția de ceramică”, Galeria Galateea, București
- 2012 - „Salonul de iarnă”, Galeria „Ion Nicodim”, Constanța; Galeria „Ion Nicodim”, Constanța, Galeria „Ion Nicodim”, Constanța; „Contempora 5”, Galeria Palas Constanța; „Arte Vizuale”, Muzeul de Artă Gabrovo, Bulgaria; „Salonul de vară” UAP Constanța, Galeria „Ion Nicodim”, Constanța; „Salonul de Plastică Mică” UAP Constanța, Galeria „Ion Nicodim”, Constanța; „Desenul ... o stare”, UAP Constanța, Galeria „Ion Nicodim”, Constanța
- 2011 - „Salonul de iarnă”, UAP Constanța, Galeria „Ion Nicodim”, Constanța; Salonul Național de Ceramică „Costel Badea”, Galeria „Ion Nicodim”, Constanța; Salonul de Plastică Mică”, Galeria „Ion Nicodim”, Constanța
- 2010 - „Salonul de iarnă” UAP București, Galeria Orizont; „Arte vizuale 3”, Galeria „Ion Nicodim”, Constanța; „In memoriam Costel Badea”, Galeria „Ion Nicodim”, Constanța; „Zilele orașului Cernavodă”, expoziție de pictură; „Artistul la lucru în România 2”, Galeria Appollo București; „Arte vizuale”, Filiala UAP Constanța, Pavilionul expozițional, sala „Ion Nicodim”
- 2009 - Arte vizuale”, Filiala UAP Constanța;, Pavilionul expozițional Mamaia, sala „Ion Nicodim”; „Expoziție de ceramică”, Galeriile de Artă Troian, Filiala UAP Constanța; Tabăra de ceramică Troian, Bulgaria; „Salonul de vară” al Filialei UAP Constanța;, Pavilionul expozițional Mamaia, sala „Ion Nicodim”; „Maeștri și discipoli”, Galeriile Palace (Hotel Palace Constanța); „Expoziția absolvenților”, Galeriile de Artă, Mamaia; Festivalul și concursul internațional „Artensive 04”, Constanța; Campusul Universității „Ovidius”, Poetica vizuală „Forma Cosmosului Dantesc”; Festivalul Zilele Basarabiei, Muzeul de Istorie Națională și Arheologie din Constanța; „Artiști români”, Biblioteca Națională din Sofia, Bulgaria; „„Expoziție de ceramică”, Galeriile de Artă UAP, Sofia, Bulgaria
- 2008 - „Salonul studențesc”, Campusul Universității „Ovidius”, Constanța; Bulgaria, Troian, Tabăra de ceramică; Festivalul Zilele Basarabiei, Muzeul de Istorie Națională și Arheologie din Constanța; Intercultural „Dobrudja” - workshop - „Harta” Gallery Mamaia; Festivalul și concursul internațional „Artensive 03”, Constanța; „Spațiul dobrogean”, Veneția, Institutul Cultural Român - „Lo spazio di Dobrugia nell ambito della modernita”; Expoziție de icoane, „Salonul studențesc”, Campusul Universității „Ovidius”, Constanța
- 2007 - „Salonul studențesc”, Campusul Universității „Ovidius”, Constanța; „Semn-simbol”, Galeria „President”, Mangalia; Festivalul și concursul internațional „Artensive 02”, Constanța
- 2006 - „Atelier 35”, UAP Constanța; Salonul Național al Studenților, Tulcea; „Salonul studențesc”, Campusul Universității „Ovidius”, Constanța